# Mania Spyder
Mania Spyder var en svensk byggsatsbil från Falköping. Det var en roadster baserad på antingen VW Typ 1 eller ett eget chassi. Designen gjordes av Ulf Bolumlid på Design by Ulf. Över 50 byggsatser såldes, ett svenskt rekord för en byggsatsbil i egen design.